# Emiri di Dubai
L'Emiro di Dubai è l'emiro dell'Emirato di Dubai.
Elenco degli emiri dell'Emirato di Dubai.
| Regno                              | Nome                                     | Note                                                              |
| ---------------------------------- | ---------------------------------------- | ----------------------------------------------------------------- |
| 9 luglio 1833 – 1836               | Obeid bin Said bin Rashid                | Fondatore di Dubai, regnò insieme a Maktum I bin Butti bin Suhail |
| 9 luglio 1833 – 1852               | Maktum I bin Butti bin Suhail            | Fondatore di Dubai, regnò insieme a Obeid bin Said bin Rashid     |
| 1852 - dicembre 1859               | Sa'id I bin Butti                        |                                                                   |
| dicembre 1859 - 22 novembre 1886   | Hasher bin Maktum                        |                                                                   |
| 22 novembre 1886 - 7 aprile 1894   | Rashid I bin Maktum                      |                                                                   |
| 7 aprile 1894 - 16 febbraio 1906   | Maktum II bin Hasher Al Maktum           |                                                                   |
| 16 febbraio 1906 - novembre 1912   | Butti bin Sohail Al Maktum               |                                                                   |
| Novembre 1912 - 15 aprile 1929     | Sa'id II bin Maktum bin Hasher Al Maktum | Prima volta                                                       |
| 15 aprile 1929 - 18 aprile 1929    | Mani bin Rashid Al Maktum                |                                                                   |
| 18 aprile 1929 - 10 settembre 1958 | Sa'id II bin Maktum bin Hasher Al Maktum | Seconda volta                                                     |
| 10 settembre 1958 - 7 ottobre 1990 | Rashid II bin Sa'id Al Maktum            | Fu uno dei fondatori degli Emirati Arabi Uniti nel 1971           |
| 7 ottobre 1990 - 4 gennaio 2006    | Maktum III bin Rashid Al Maktum          |                                                                   |
| dal 4 gennaio 2006                 | Mohammed bin Rashid Al Maktum            |                                                                   |